# Timber Sycamore
Программа Timber Sycamore (Древесина Платана) — секретная программа поставки оружия и подготовки боевиков, участников гражданской войны в Сирии, осуществляемая ЦРУ США при поддержке разведывательных служб различных арабских стран, прежде всего разведкой Саудовской Аравии.
Программа была начата в 2012 году и включает в себя финансирование, поставку вооружения и подготовку повстанцев, сражающихся против правительственных сил Асада в Сирийской гражданской войне. По словам официальных лиц США, обучение прошли тысячи повстанцев. Президент Барак Обама тайно уполномочил ЦРУ начать вооружать силы повстанцев Сирии в боевых действиях в 2013 году.
Существование программы было заподозрено после того, как на сайте государственных закупок США появился тендер на поставку тонн вооружения из Восточной Европы в город Ташуджу (Турция) и город Акаба (Иордания).
Одним из непредвиденных последствий программы стало появление на чёрных рынках Ближнего Востока оружия, включая автоматы, миномёты и ракетные гранаты.

## История создания программы
Программа под кодовым названием «Timber Sycamore» началась в конце 2012 года и похожа на другие подобные программы вооружения и подготовки боевиков, проводимые Пентагоном или ЦРУ в предыдущие десятилетия для поддержки иностранных повстанческих сил. Основными участникам программы являются США и Саудовская Аравия, но она также поддерживается правительствами Иордании, Катара и Великобритании. В то время как Саудовская Аравия предоставляет вооружение и финансирование, американские инструкторы проводят обучение использованию военной технике. Обучение проводится на базах в Иордании в связи с близостью этой страны к местам сражения в Сирии.
По данным газеты «Нью-Йорк Таймс», программа первоначально позволила американским силам обучать сирийских повстанцев использованию военной техники, но не предоставлять непосредственно военное оборудование. Через несколько месяцев после его создания было внесено изменение, которое позволило ЦРУ как обучать, так и вооружать повстанческие силы. Военный сайт Salon.com сообщает, что Саудовская Аравия предоставила военной техники на миллиарды долларов, а тайное финансирование повстанческих сил было также предоставлено Катаром, Турцией и Иорданией.
Саудовская Аравия, Катар, Турция и ЦРУ скрытно переправили тысячи единиц стрелкового оружия и миллионы патронов сирийским повстанцам в 2012 году ещё до начала основной операции.
В рассекреченной сайтом Wikileaks переписке Госдепартамента США, подписанной госсекретарем Хиллари Клинтон, сообщается, что саудовские спонсоры были основной поддержкой суннитских боевиков во всем мире, при этом некоторые американские официальные лица обеспокоены тем, что повстанцы, которых они поддерживают, имеют связи с «Аль-Каидой».
Существование «Timber Sycamore» было раскрыто «Нью-Йорк Таймс» и «Аль-Джазира» вскоре после того, как в конце 2015 года журнал «Jane’s Defence Weekly» сообщил, что сайт государственных закупок США запрашивает контракты на поставку тысяч тонн вооружений из Восточной Европы в Ташуджу (Турция) и Акаба (Иордания).
Источники указывают, что «Timber Sycamore» отличается от прежней программы Пентагона, созданной ранее для тренировки сирийских повстанческих сил борьбе против ИГИЛ.

## Содержание программы
«Timber Sycamore» управляется Командованием по военным операциям (MOC) в Аммане (Иордания) и предоставляет автоматы Калашникова, минометы, реактивные гранаты, противотанковые управляемые ракеты, очки ночного видения, пикапы и другое оружие сирийским повстанцам. Большая часть оружия закупается на Балканах или в других местах в Восточной Европе, а затем направляется сирийским повстанческим войскам и учебным лагерям со стороны служб безопасности Иордании. Военные инструкторы ЦРУ обучают сирийских повстанцев использованию этого оружия. Согласно данным сайта «The Daily Beast», в Сирии насчитывается около 50 повстанческих групп, которые получили оружие или прошли обучение в рамках программы с конца 2012 года, хотя точное число неизвестно.
По словам американских официальных лиц, эта программа была весьма эффективной, обучая и вооружая тысячи бойцов, поддерживаемых США, чтобы добиться существенного выигрыша на поле боя. Американские официальные лица заявляют, что программа стала терять эффективность после того, как Россия вмешалась гражданскую войну.
Программа остается засекреченной, и многие подробности о ней остаются неизвестными, в том числе общая сумма поддержки, диапазон передаваемых вооружений, глубина подготовки, типы участвующих американских инструкторов и точные группы повстанцев, которые поддерживаются. Однако газета «Canberra Times» сообщила, что две тысячи тонн оружия советской эпохи были доставлены повстанцам ещё в апреле 2016 года.

## Роль Белоруссии
После 2014 года белорусские производители военной техники в значительной степени лишились своего главного рынка — России. Это сильно ударило по ВПК, поставив страну перед необходимостью искать новые рынки сбыта.
Как сообщило в сентябре 2015 года Управление ООН по вопросам разоружения, в 2014 году Белоруссией через Болгарию американским властям продано 610 ракет для противотанковой системы «Фагот» и восемь противотанковых комплексов «Метис». В мероприятиях участвовала компания Purple Shovel LLC, которую Пентагон уполномочил скупать в странах бывшего Варшавского договора советское оружие для передачи его сирийской умеренной оппозиции. Хотя в США действует запрет на торговлю оружием с Минском, но факт покупки белорусских ракет признали в американском командовании специальных операций.
Согласно Dilova Stolytsya, американские инструкторы ездили в Белоруссию для обучения обращению с вооружением.

## Утечка оружия на чёрный рынок

### Продажа оружия разведкой Иордании
По словам американских и иорданских официальных лиц, часть оружия, отправленного в Иорданию ЦРУ и Саудовской Аравией, было украдено должностными лицами иорданской разведки в Главном разведывательном управлении (Иордания) и продано на чёрном рынке. Масштабы кражи составили миллионы долларов, а официальные лица ФБР заявляют, что некоторые из похищенного оружия были впоследствии использованы для убийства двух американских подрядчиков, двух иорданцев и одного южноафриканца на полицейской учебной станции в Иордании. Оружие, полученное через Timber Sycamore, заполнило ближневосточные черные рынки тяжелым вооружением.
Иорданские официальные лица заявляют, что офицеры разведки Иордании, которые похитили оружие, использовали прибыль для приобретения предметов роскоши. Кражи были прекращены после нескольких месяцев жалоб со стороны американских и саудовских правительств. По словам официальных лиц Иордании, несколько сотрудников разведки были уволены, но их имущество не было конфисковано. (В Иордании Главное управление разведки обладает властью и престижем, которые уступают только королю). Министр по государственным делам и связям с общественностью Иордании Мохаммад аль-Мамани заявил, что данные утверждения не были правдой.

### Распространение в регионе и ИГИЛ
Ещё до начала гражданской войны в Сирии южная Сирия и северная Иордания служили каналом для других операций по контрабанде оружия. Начало войны превратило регион в центр контрабандного оружия, а более формальная поддержка, оказываемая посредством Timber Sycamore, только усилила масштабы контрабандных операций на границе. Основные контрабандные центры включают базары, созданные в Маане на юге Иордании, в Сабахе, недалеко от Аммана, и в долине реки Иордан.
Расследование, проведенное журналистами Фил Сэндс и Суха Маайе, показало, что повстанцы, снабженные оружием от иорданского MOC, продали часть его местным торговцам оружием, часто для сбора наличных денег для оплаты дополнительных бойцов. Другая часть оружия, поставляемого МОС, была продана местным бедуинским торговцам «Birds» в Леджате, северо-восточнее Деръа, Сирия. По словам повстанческих сил, бедуины будут затем торговать оружием с ИГИЛ, который будет размещать заказы, используя зашифрованную службу обмена сообщениями WhatsApp. Два командира повстанцев и британская организация контроля за вооружениями утверждают, что оружие, поставляемое МОС, направлялось в ИГИЛ.

## Комментарии официальных лиц и в прессе

### В прессе
По словам журналиста Рейчел Марсден, пишущей для газеты The Baltimore Sun, ЦРУ и Саудовская Аравия рассчитывали на победу повстанцев в гражданской войне с Башаром Асадом, что позволило бы поставить на его место нового сирийского лидера, дружественного интересам США, Саудовской Аравии и Катара, и ослабить влияние России на Ближнем Востоке.
Репортер Поль Мэлоун писал, что оружие, поставляемое в рамках программы Timber Sycamore, может быть приобретено «Аль-Каидой» в Сирии, сравнивая программу с поддержкой ЦРУ афганских моджахедов или американское оружие, захваченное ИГИЛ в 2014 году в Мосуле, Ирак.
В итальянской «International Business Times» сообщалось, что часть оружия, проданного иорданской MOC, оказалось в руках повстанцев, ведущих бои в Ираке. По этой причине, администрация Обамы неохотно одобрила программу «Timber Sycamore» и обсуждала его за год до этого.
Итальянская газета «Il Giornale» сообщила, что, несмотря на секретность программы, вице-президент США Джо Байден был сфотографирован в центре Зарки (Иордания) в марте 2015 года.

### Политики
Сенатор США Рон Уайден поставил под сомнение эффективность программы, заявив, что "США пытаются помочь анти-асадовской коалиции на поле боя, но не предоставили общественности подробности того, как это делается, какие американские агентства в этом участвуют, и с какими иностранными партнерами работают ".

### Аналитики
Бывший аналитик ЦРУ и старший научный сотрудник Брукингского института Брюс Ридель заявил, что совместная в США работа и финансовая поддержка программы придала Саудовской Аравии больше веса в ближневосточной политике региона. «Они хотят занять место за столом и сказать, в чём будет состоять повестка дня за столом».